# Лінарес-де-Ріофріо
Лінарес-де-Ріофріо (ісп. Linares de Riofrío) — муніципалітет в Іспанії, у складі автономної спільноти Кастилія-і-Леон, у провінції Саламанка. Населення — 989 осіб (2010).
Муніципалітет розташований на відстані близько 190 км на захід від Мадрида, 47 км на південний захід від Саламанки.

## Демографія
Динаміка населення (INE ):

## Зовнішні посилання
- Муніципальна рада Лінареса [Архівовано 9 лютого 2021 у Wayback Machine.]
- Провінційна рада Саламанки: індекс муніципалітетів [Архівовано 23 квітня 2009 у Wayback Machine.]
- Посилання на Google Maps
- Лінарес-де-Ріофріо у Facebook